# Aboubacar Bassinga
Aboubacar Bassinga (Abiyán, Costa de Marfil, 13 de julio de 2005) es un futbolista marfileño que se desempeña como centrocampista. Actualmente juega en la A. D. Ceuta F. C. de la Segunda División de España, cedido por la U. D. Las Palmas.

## Carrera deportiva
Bassinga salió de Costa de Marfil a la edad de 14 años con el deseo de llegar a Francia donde lo esperaba un familiar. Llegó a Arguineguín (Gran Canaria) en cayuco con 14 años en calidad de Menor extranjero no acompañado el 13 de febrero de 2020. La Unión Deportiva, en colaboración con el Juzgado de Menores n.º 1 de Las Palmas de Gran Canaria y la Fundación “Up to you”, se comprometió con su desarrollo deportivo.
En el 2020, con el cambio de legislación de 2019 que permitía jugar a menores extranjeros en equipos federados, obtuvo la licencia que le permitió ser incluido en la cantera de la U. D. Las Palmas. Fue el primer jugador del equipo de dicho proyecto social en debutar como profesional. Lo hizo en el derbi contra el C. D. Tenerife de Copa del Rey 2023-24 que acabó con victoria para el conjunto chicharrero por 2 a 0.
Fue incluido en la pretemporada 2024-25 del primer equipo, ganándose la posibilidad de continuar en la dinámica de entrenamiento del equipo amarillo, manteniendo ficha del filial. El 16 de agosto debutó en Primera División saliendo desde el banquillo en el minuto 87 de la primera jornada de la liga 2024-25 ante el Sevilla F. C..
El 30 de agosto fue cedido al C. D. Mirandés por lo que quedaba de temporada. Sin embargo la cesión fue suspendida el 3 de febrero de 2025 y volvió a Gran Canaria para incorporase a Las Palmas Atlético en Tercera Federación. En julio de 2025 inició la pretemporada con el primer equipo. El 18 de julio fue cedido al recién ascendido a Segunda División al A. D. Ceuta.